# أوجز المسالك إلى موطأ مالك
أوجاز المسالك إلى موطّأ مالك هو شرح عربي لموطأ الإمام مالك من تأليف زكريا الكاندهلوي في 18 مجلدًا. يقدم هذا الكتاب تحليلًا مفصلًا للموطأ، بما في ذلك رواياته المختلفة، ومصادره، ومناقشاته للأحكام الشرعية المستنبطة من الحديث، وفقًا للمذاهب الأربعة. فهو لا يغطي مصادر المذهب المالكي فحسب، بل يشمل أيضًا أدلة المذهب الحنفي، مما يجعله أحد أهم أعمال شرح الحديث في المذهب الحنفي في الفقه الإسلامي. وكان تأثيرها على العلوم الإسلامية عميقًا.
وقد استند الكاندهلوي في كتابه على شرح محمد الزرقاني. تتكون الطبعة الأولى، التي نشرت في الهند، من ستة مجلدات، في حين تتكون الطبعة الثانية، التي طبعت في القاهرة وبيروت، من خمسة عشر مجلدًا. وتكمن أهمية هذا العمل ليس فقط في صرامته الأكاديمية وبصيرته العلمية، بل أيضًا في إمكانية وصوله إلى جمهور أوسع، مما يجعله مرجعًا شائعًا للعلماء وطلاب الشريعة الإسلامية على حد سواء.

## السمات
بعض مميزات أوجز المسالك إلى موطأ مالك هي:
1. الموضوعات التي يتناولها هذا العمل تستند في معظمها إلى تعاليم العلماء السابقين، دون تقديم ابتكارات جديدة، إذ تُقابل مثل هذه الابتكارات في ميادين الدراسة التقليدية غالبًا بالرفض أو التحفّظ. ومع ذلك، عندما لا توجد تقاليد واضحة بشأن مسألة معينة، يعتمد المؤلف على قراءاته الواسعة لتوضيحها، بدلاً من الاقتصار على ما نُقل عن العلماء.
2. وعند ظهور روايات متضاربة وعدم وجود مقارنة موثوقة أوردها العلماء البارزون، قد يعمد المؤلف إلى تقديم مقارنة من اجتهاده، بناءً على بحثه. كما أنه إذا توصّل إلى مقارنة جديدة لم يسبق أن نُقلت عن أحد، فقد يعرضها كذلك.
3. غالبًا ما يُنسب المؤلف الأقوال إلى مصادرها الأصلية، غير أن ما يتعلق بـ«الزرقاني» و«بذل المجهود في حل سنن أبي داود» لا يُنسب صراحة في كثير من الأحيان، نظرًا لكثرة اقتباسه منهما واعتماده الواسع على أقوالهما. بل يمكن اعتبار كتاب أوجز المسالك إلى موطأ مالك بمثابة تلخيص لتعاليمهما.
4. وفيما يخص رجال الإسناد المذكورين في العمل، فإن المؤلف يستند إلى منهج الذهبي في التوثيق والجرح والتعديل، كما يعتمد على ما ورد في جامع الأصول من معلومات عن الرواة. ومع ذلك، ونظرًا لضيق المساحة، لا تُذكر الإحالات دائمًا بشكل صريح. أما إذا ورد التوثيق أو النقد من مصدر آخر، فيُصرّح المؤلف بذلك داخل العمل.[7]

## روابط خارجية
- أوجاز المسالك إلى موطأ مالك في أرشيف الإنترنت